# Friederike Raschke
Friederike Raschke, auch: Friederike Raschke-Retzlaff (geboren 6. Januar 1950 in Hosena) ist eine deutsche Theaterschauspielerin. Sie spielte etwa 80 verschiedene Rollen, synchronisierte rund 100 Filme und wirkte in etlichen Hörspielen mit. Als Schriftstellerin publizierte sie zudem über seelische Erkrankungen und verfasste Gedichte und Aphorismen.

## Leben
Friederike Raschke legte 1968 sowohl ihr Abitur als auch ihre Prüfung zur Kammgarnspinnerin ab. Ab demselben Jahr studierte sie in Leipzig an der Theaterhochschule „Hans Otto“, an der sie 1972 mit dem Schauspieldiplom abschloss.
Bis 1988 wirkte Raschke als Mitglied im Ensemble der Städtischen Theater Leipzig. Gastspiele führten sie unter anderem auf Bühnen in Gera, Cottbus, Frankfurt am Main, Wiesbaden, Wuppertal und Lissabon. Parallel arbeitete sie ab 1983 zeitweilig als Honorarlehrkraft an der Leipziger Theaterhochschule sowie – für kurze Zeit – an der Folkwang Hochschule in Essen.
Gegen Ende der 1980er Jahre gelangte Raschke zu der Erkenntnis, dass „die Verkrustung in der Theaterlandschaft der DDR keine individuelle Weiterentwicklung zuließ.“ Insbesondere infolge der „Erstarrung ästhetischer Auffassungen der Leipziger Theater-Intendanz“ sah sich die – gesundheitlich stark belastete – Schauspielerin damals gezwungen, ihre Bühnentätigkeit aufzugeben.
1999 veröffentlichte sie ihre Autobiographie, publizierte in der Folge unter anderem Gedichte und Aphorismen. Ende 2008 erschien ihr Buch Vom Sinn des Wahnsinns, das Monika Schöpe, Vorstandsvorsitzende des Vereins für Angehörige und Freunde psychisch Erkrankter WEGE e.V., als „wertvollen Beitrag zur Akzeptanz seelischer Erkrankungen“ beschrieb, das „Denkanstöße für Betroffene, Angehörige, Mediziner und Psychologen“ böte. Die Titelseite des Buches zeigt ein von dem Maskenbildner Lothar Bach in Öl gemaltes Porträt Raschkes.

## Hörspiele (Auswahl)
Die ARD-Hörspieldatenbank enthält für den Zeitraum von 1974 bis 1991 insgesamt 56 Datensätze, bei denen Friederike Raschke als Sprecherin geführt wird.
- 1974: Maria Krakowskaja: Die rote Eberesche (Natalja) – Regie: Detlef Kurzweg (Original-Hörspiel, Kinderhörspiel – Rundfunk der DDR)
- 1975: Inge Meyer: Tatbestand. Eine Sendereihe in Zusammenarbeit mit dem Generalstaatsanwalt der DDR – Folge 5: Was wird aus Angela? (Staatsanwältin) – Regie: Fritz Göhler (Originalhörspiel – Rundfunk der DDR)
- 1977: Hans Kubisch: Hit des Monats (Maria) – Regie: Walter Niklaus (Originalhörspiel, Kriminalhörspiel, Kurzhörspiel – Rundfunk der DDR)
- 1979: Jan Stiavnicky: Tour de France (Kvaskova) – Regie: Günter Bormann (Originalhörspiel, Kinderhörspiel – Rundfunk der DDR)
- 1981: Henning Pawel: Die Perlen im See (Krenkel) – Regie: Gisela Pietsch (Originalhörspiel, Kinderhörspiel – Rundfunk der DDR)
- 1983: Dietrich Knak: Lockungen (Sekretärin) – Regie: Günter Bormann (Originalhörspiel, Kriminalhörspiel, Kurzhörspiel – Rundfunk der DDR)
- 1985: Günter Spranger: Auf Umwegen (Frau Brunner) – Regie: Annegret Berger (Originalhörspiel, Kriminalhörspiel, Kurzhörspiel – Rundfunk der DDR)
- 1987: Sybill Mehnert: Der Lauscher an der Wand (Frau Kleinschmidt) – Regie: Annegret Berger (Originalhörspiel, Kriminalhörspiel, Kurzhörspiel – Rundfunk der DDR)
- 1989: Jan Eik: Familienbande (Ingeburg) – Regie: Annegret Berger (Originalhörspiel, Kriminalhörspiel, Kurzhörspiel – Rundfunk der DDR)
- 1991: Anonym, Beate Morgenstern: Bibelgeschichten: Wie in Sodom und Gomorrha (Frau) – Regie: Horst Liepach (Hörspielbearbeitung, Kinderhörspiel – Einrichtung nach Art. 36 Einigungsvertrag)

## Schriften
- Von Wunden und Wunderbarem. Eine unvollendete Künstlerbiografie. Autobiographie. GNN, Schkeuditz 1999, ISBN 3-932725-67-0.
- Träumereien einer rebellischen Seele. Gedichte & Aphorismen. Schkeuditzer Buchverlag, Schkeuditz 2000, ISBN 3-9806705-9-7.
- Vom Sinn des Wahnsinns. Erlebnisbericht zur Schizophrenie. NoRa, Berlin 2008, ISBN 978-3-86557-176-2 (Inhaltsverzeichnis).
- „... doch sterben soll die Bitterkeit.“ Gedichte und Aphorismen. Mit Fotos von Lutz Reinboth und einer Titelgrafik von Ursula Mattheuer-Neustädt. NoRa, Berlin 2009, ISBN 978-3-86557-190-8.
- mit Werner Raschke, Herbert Grunau: Katechismus der ästhetischen Kultur.NoRa, Berlin 2010, ISBN 978-3-86557-231-8 (Inhaltsverzeichnis).
- Hautgebrannt. Lebensverse. NoRa, Berlin 2010, ISBN 978-3-86557-198-4.
- Zuckerzeug und Käsekuchen. Eine nichtalltägliche Sammlung von Weihnachtsgedichten. NoRa, Berlin 2013, ISBN 978-3-86557-330-8 (Inhaltsverzeichnis).
- Doch den Frühling stört das nicht. Gedanken zu meiner Zeit. Anthologie. Mit Illustrationen von Wolfgang Mattheuer. NoRa, Berlin 2016, ISBN 978-3-86557-403-9.
- Mein Bekenntnis zur Liebe. Gedankensplitter und Gedichte.  NoRa, Berlin 2021, ISBN 978-3-86557-495-4.

## Filmografie
- 1972: Der Staatsanwalt hat das Wort (Fernsehserie, Folge Alleingang)
- 1972: Täter unbekannt (Miniserie, Folge Zwischen 5.10 und 6.10 Uhr, als Friederike Raschke-Retzlaff)
- 1975: Polizeiruf 110: Der Spezialist (als Friederike Raschke-Retzlaff)
- 1976: Fürs ganze Leben (Fernsehfilm)

## Synchronisation
- 1973: Martine Brochard in Betrachten wir die Angelegenheit als abgeschlossen
- 1977: Liana Orfei in Einer gegen Sieben